# Zdzisław Hellwig
Zdzisław Henryk Hellwig (ur. 26 maja 1925 w Dokszycach, zm. 5 listopada 2013 we Wrocławiu) – polski ekonomista, profesor.

## Życiorys
Tytuł profesora uzyskał w 1967 roku. Był profesorem Akademii Ekonomicznej we Wrocławiu. Przez wiele lat pełnił funkcję dyrektora Instytutu Cybernetyki Ekonomicznej, był inicjatorem utworzenia Wydziału Zarządzania i Informatyki i współtwórcą jego profilu naukowego i dydaktycznego. Kilkukrotnie sprawował funkcję prorektora do spraw nauki. W latach 1948–1980 należał do PZPR.
Zdzisław Hellwig jest twórcą szkoły naukowej statystyki, ekonometrii i cybernetyki. W statystyce opracował m.in. metodę Hellwiga.
Autor kilkuset publikacji i prac naukowych. Do najważniejszych należą:
- Elementy rachunku prawdopodobieństwa i statystyki matematycznej (1965),
- Regresja liniowa i jej zastosowania w ekonomii (1967),
- Aproksymacja stochastyczna (1965),
- Wykorzystanie sztucznych sieci neuronowych w modelowaniu ekonomicznym (2001).

Był także wykładowcą Wyższej Szkoły Bankowej we Wrocławiu i w Poznaniu oraz ekspertem UNESCO w Paryżu w latach 1968–1974. Wykładał w Nigerii na Uniwersytecie w Ibadanie 1965/1966 i Uniwersytecie Tohoku w Japonii w 1997. Był członkiem Polskiej Akademii Nauk.
Pochowany został na cmentarzu św. Wawrzyńca we Wrocławiu.

## Odznaczenia i wyróżnienia
Odznaczony został Krzyżem Kawalerskim i Oficerskim Orderu Odrodzenia Polski, Złotym Krzyżem Zasługi, Medalem Komisji Edukacji Narodowej i innymi odznaczeniami.
Otrzymał tytuł doktora honoris causa:
- Akademii Ekonomicznej w Krakowie (1985)
- Wyższej Szkoły Ekonomicznej w Pradze (1994).